# Baluster
'Baluster  se imenuje okrogli ali oglati, leseni, kovinski ali kamniti stebriček, pogosto močno zaobljen in profiliran. Več balustrov nosi naslonilo, parapet ali ograjo. [2] Tak sklop imenujemo balustrada.

## Etimologija
V skladu z Oxford English Dictionary beseda prihaja iz: francoščine balustre, italijansko balaustro iz balaustra, "cvet granatnega jabolka" [ker spominja na obliko pol odprtega cveta], iz latinščine balaustium in iz grščine balaustion – βαλαύστειον.

## Zgodovina
Najstarejši primeri so tisti, prikazani v bas-reliefih, ki predstavljajo asirske palače, kjer so bili uporabljeni kot okenske ograje in očitno imeli jonske kapitele. Kot arhitekturni element ograje ni videti, da bi jih poznali Grki ali Rimljani, vendar so balustradne oblike znane kot noge stolov in miz, zastopanih v rimskih bas-reliefih, in so bili oblikovani iz litega brona ali kot marmorne ulične svetilke, oblikovana kot vrsta zloženih balonastih in krožnih elementov, obe vrsti virov poznajo quattrocento oblikovalci.
V arhitekturi je bil značilnost zgodnje renesanse: primere iz poznega petnajstega stoletja najdemo na balkonih palač v Benetkah in Veroni. Te quattrocento balustrade so verjetno sledile še neznanim gotskim. Ko balustrade tvorijo colonnette (male kolonade) so to alternativne miniaturne arkade.
Rudolf Wittkower se je vzdržal presoje, kdo je izumitelj balustra in nakazal, da ga je Giuliano da Sangallo že dosledno uporabil v balustradi na terasi in stopnicah Medičejski vili na Poggio Caiano (okoli 1480) in uporabil balustrade v svojih rekonstrukcijah antičnih struktur. Sangallo je uporabil motiv Bramanteja (njegov Tempietto, 1502) in Michelangela, po katerem so ograje postale zelo popularne v 16. stoletju.
Wittkower razlikuje dve vrsti, ena simetričen profil, kot dve balonasti vazi obrnjeni druga nad drugo, ki ju loči z blazinastim torusom ali konkavnim obročem, in druga preprosta oblika vaze, ki jo je uporabil Michelangelo na stopnišču na Campidoglio (okoli 1546). Wittkower navaja, da je sledil zelo zgodnji stebriči obliki balustrade okoli bobna Santa Maria delle Grazie (okoli 1482), in stolnice v Ogleju (ca 1495) in Parmi, v cortile San Dâmaso v Vatikanu in Antonia da Sangalla balustradi na Santa Casa v Loreto nameščeni leta 1535, in v njegovem modelu za baziliko svetega Petra. Zaradi nizkega težišča se za ta "vazni baluster" uporablja sodoben izraz "padli baluster".

## Oblike in slogi
Baluster je bil narejen s pomočjo struženja, in sledi oblikovni tradiciji, ki so bile določene v lesnoobdelovalnih in keramičnih izdelkih, kjer sta bila stružnica in lončarsko vreteno starodavni orodji. Profil balustra pogosto določa slog arhitekture ali pohištva in lahko ponudi grobo datacijo modela, čeprav ne za posamezen primer.
Nekatere zapletene manieristične oblike balustrov se lahko bere kot vaza na drugi vazi. Visoke in krepke, ritmične baročne oblike vaz in balustrov se izrazito razlikujejo od resnih oblik v neoklasicizmu, ki spominjajo na tradicije grških amfor. Značilni modeli vijačnice v stebričih v hrastu in orehu angleškega in nizozemskega pohištva iz sedemnajstega stoletja , so kot svoj prototip vzeli Salomonov steber, ki je bil v ospredju pri Berniniju, je bil iz mode po 1710-tih.
Ko je bil vzet iz stružnice, se je lesen baluster uporabljal za arhitekturne površino ali tiste, v katerih so bile arhitektonske teme bolj svobodno obravnavane, kot so bile omare izdelane v Italiji, Španiji in severni Evropi od šestnajstega do sedemnajstega stoletja . Moderna oblika balustra je bila v uporabi na primer v oblikovanju gibanja Umetnost in obrt v 1905 pri vrstih hišah v Etchingham Park Road Finchley v Londonu.
Zunaj Evrope se je baluster pojavil kot nov motiv v mogulski arhitekturi, uveden s posegom šaha Džahana v dveh od treh velikih trdnjavskih palačah, Trdnjava Agra in Delhi , v zgodnjem sedemnajstem stoletju. Listnati balustri z naturalističnimi listnatimi kapiteli, so brez primere v pretekli indo-islamski arhitekturi, meni Ebba Koch, in so hitro postali ena izmed najbolj razširjenih oblik podpore gredi v severni in osrednji Indiji v osemnajstem in devetnajstem stoletju.
Sodoben izraz balustrna gred se nanaša na okensko gred anglosaške arhitekture. V južnem transeptu samostana v sv. Albana v Angliji, so nekatere od teh gredi vzete iz stare saške cerkve. Dodane so bile normanske baze in kapiteli, skupaj s preprostimi cilindričnimi normanskimi gredmi.
Balustri so običajno ločeni z enakimi merami kot je velikosti kvadrata spodnjega dela. Nameščanje balustrov preveč narazen (da se prihrani denar) zmanjšuje njihovo estetsko privlačnost. Balustrada (ograja) se običajno končajo s stebrom, zgrajenim zidom ali bolj pravilno s  težkim stebrom, saj sicer ne bo dovolj konstruktivno močna.
Baluster se lahko oblikuje na več načinov. Les in kamen se lahko oblikuje na stružnici, les se izreže iz kvadratnih ali pravokotnih elementov, medtem ko se beton, mavec, železo in plastika običajno izvede z ulivanjem in litjem. Pri tem se uporabljajo kalupi.

## Uporaba modernih materialov
- Lito železo
- betonski zidak
- trd les listavcev in les iglavcev
- mavec
- polimerni kamen
- poliuretan / polistiren
- kovano železo